# Đầu tư trực tiếp nước ngoài
Đầu tư trực tiếp nước ngoài (tiếng Anh: Foreign Direct Investment, viết tắt là FDI) là hình thức đầu tư dài hạn của cá nhân hay công ty nước này vào nước khác bằng cách thiết lập cơ sở sản xuất, kinh doanh. Cá nhân hay công ty nước ngoài đó sẽ nắm quyền quản lý cơ sở sản xuất kinh doanh này.
Tổ chức Thương mại Thế giới đưa ra định nghĩa như sau về FDI:
Đầu tư trực tiếp nước ngoài (FDI) xảy ra khi một nhà đầu tư từ một nước (nước chủ đầu tư) có được một tài sản ở một nước khác (nước thu hút đầu tư) cùng với quyền quản lý tài sản đó. Phương diện quản lý là thứ để phân biệt FDI với các công cụ tài chính khác. Trong phần lớn trường hợp, cả nhà đầu tư lẫn tài sản mà người đó quản lý ở nước ngoài là các cơ sở kinh doanh. Trong những trường hợp đó, nhà đầu tư thường hay được gọi là "công ty mẹ" và các tài sản được gọi là "công ty con" hay "chi nhánh công ty".

## Những nhân tố thúc đẩy đầu tư trực tiếp nước ngoài

### Chênh lệch về năng suất cận biên của vốn giữa các nước
Helpman và Sibert, Richard S. Eckaus cho rằng có sự khác nhau về năng suất cận biên (số có thêm trong tổng số đầu ra mà một nhà sản xuất có được do dùng thêm một đơn vị của yếu tố sản xuất)của vốn giữa các nước. Một nước thừa vốn thường có năng suất cận biên thấp hơn. Còn một nước thiếu vốn thường có năng suất cận biên cao hơn. Tình trạng này sẽ dẫn đến sự di chuyển dòng vốn từ nơi dư thừa sang nơi khan hiếm nhằm tối đa hóa lợi nhuận. Vì chi phí sản xuất của các nước thừa vốn thường cao hơn các nước thiếu vốn. Tuy nhiên như vậy không có nghĩa là tất cả những hoạt động nào có năng suất cận biên cao mới được các Doanh nghiệp đầu tư sản xuất mà cũng có những hoạt động quan trọng, là sống còn của Doanh nghiệp thì họ vẫn tự sản xuất cho dù hoạt động đó cho năng suất cận biên thấp.

### Chu kỳ sản phẩm
Đối với hầu hết các doanh nghiệp tham gia kinh doanh quốc tế thì chu kỳ sống của các sản phẩm này bao gồm 3 giai đoạn chủ yếu là: giai đoan sản phẩm mới; giai đoạn sản phẩm chín muồi; giai đoạn sản phẩm chuẩn hóa.
Akamatsu Kaname (1962) cho rằng sản phẩm mới, ban đầu được phát minh và sản xuất ở nước đầu tư, sau đó mới được xuất khẩu ra thị trường nước ngoài. Tại nước nhập khẩu, ưu điểm của sản phẩm mới làm nhu cầu trên thị trường bản địa tăng lên, nên nước nhập khẩu chuyển sang sản xuất để thay thế sản phẩm nhập khẩu này bằng cách chủ yếu dựa vào vốn, kỹ thụât của nước ngoài(giai đoạn sản phẩm chín muồi). Khi nhu cầu thị trường của sản phẩm mới trên thị trường trong nước bão hòa, nhu cầu xuất khẩu lại xuất hiện (giai đoạn sản phẩm chuẩn hóa). Hiện tượng này diễn ra theo chu kỳ và do đó dẫn đến sự hình thành FDI.
Raymond Vernon (1966) lại cho rằng khi sản xuất một sản phẩm đạt tới giai đoạn chuẩn hóa trong chu kỳ phát triển của mình cũng là lúc thị trường sản phẩm này có rất nhiều nhà cung cấp. Ở giai đoạn này, sản phẩm ít được cải tiến, nên cạnh tranh giữa các nhà cung cấp dẫn tới quyết định giảm giá và do đó dẫn tới quyết định cắt giảm chi phí sản xuất. Đây là lý do để các nhà cung cấp chuyển sản xuất sản phẩm sang những nước cho phép chi phí sản xuất thấp hơn.

### Lợi thế đặc biệt của các công ty đa quốc gia
Stephen H. Hymes (1960, công bố năm 1976), John H. Dunning (1981), Rugman A. A. (1987) và một số người khác cho rằng các công ty đa quốc gia có những lợi thế đặc thù (chẳng hạn năng lực cơ bản) cho phép công ty vượt qua những trở ngại về chi phí ở nước ngoài nên họ sẵn sàng đầu tư trực tiếp ra nước ngoài. Khi chọn địa điểm đầu tư, những công ty đa quốc gia sẽ chọn nơi nào có các điều kiện (lao động, đất đai,chính trị) cho phép họ phát huy các lợi thế đặc thù nói trên. Những công ty đa quốc gia thường có lợi thế lớn về vốn và công nghệ đầu tư ra các nước sẵn có nguồn nguyên liệu, giá nhân công rẻ và thường là thị trường tiêu thụ tiềm năng... ta dễ dàng nhận ra lợi ích của việc này!

### Tiếp cận thị trường và giảm xung đột thương mại
Đầu tư trực tiếp ra nước ngoài là một biện pháp để tránh xung đột thương mại song phương. Ví dụ, Nhật Bản hay bị Mỹ và các nước Tây Âu phàn nàn do Nhật Bản có thặng dư thương mại còn các nước kia bị thâm hụt thương mại trong quan hệ song phương. Đối phó, Nhật Bản đã tăng cường đầu tư trực tiếp vào các thị trường đó. Họ sản xuất và bán ô tô, máy tính ngay tại Mỹ và châu Âu, để giảm xuất khẩu các sản phẩm này từ Nhật Bản sang. Họ còn đầu tư trực tiếp vào các nước thứ ba, và từ đó xuất khẩu sang thị trường Bắc Mỹ và châu Âu.

### Khai thác chuyên gia và công nghệ
Không phải FDI chỉ đi theo hướng từ nước phát triển hơn sang nước kém phát triển hơn. Chiều ngược lại thậm chí còn mạnh mẽ hơn nữa. Nhật Bản là nước tích cực đầu tư trực tiếp vào Mỹ để khai thác đội ngũ chuyên gia ở Mỹ. Ví dụ, các công ty ô tô của Nhật Bản đã mở các bộ phận thiết kế xe ở Mỹ để sử dụng các chuyên gia người Mỹ. Các công ty máy tính của Nhật Bản cũng vậy. Không chỉ Nhật Bản đầu tư vào Mỹ, các nước công nghiệp phát triển khác cũng có chính sách tương tự. Trung Quốc gần đây đẩy mạnh đầu tư trực tiếp ra nước ngoài, trong đó có đầu tư vào Mỹ. Việc công ty đa quốc gia quốc tịch Trung Quốc là Lenovo mua bộ phận sản xuất máy tính xách tay của công ty đa quốc gia mang quốc tịch Mỹ là IBM được xem là một chiến lược để Lenovo tiếp cận công nghệ sản xuất máy tính ưu việt của IBM. Hay việc TCL (Trung Quốc) trong sáp nhập với Thompson (Pháp) thành TCL-Thompson Electronics, việc National Offshore Oil Corporation (Trung Quốc) trong ngành khai thác dầu lửa mua lại Unocal (Mỹ) cũng với chiến lược như vậy.

### Tiếp cận nguồn tài nguyên thiên nhiên
Để có nguồn nguyên liệu thô, nhiều công ty đa quốc gia tìm cách đầu tư vào những nước có nguồn tài nguyên phong phú. Làn sóng đầu tư trực tiếp ra nước ngoài lớn đầu tiên của Nhật Bản vào thập niên 1950 là vì mục đích này. FDI của Trung Quốc hiện nay cũng có mục đích tương tự.

## Lợi ích của thu hút FDI

### Bổ sung cho nguồn vốn trong nước
Trong các lý luận về tăng trưởng kinh tế, nhân tố vốn luôn được đề cập. Khi một nền kinh tế muốn tăng trưởng nhanh hơn, nó cần nhiều vốn hơn nữa. Nếu vốn trong nước không đủ, nền kinh tế này sẽ muốn có cả vốn từ nước ngoài, trong đó có vốn FDI.

### Tiếp thu công nghệ và bí quyết quản lý
Trong một số trường hợp, vốn cho tăng trưởng dù thiếu vẫn có thể huy động được phần nào bằng "chính sách thắt lưng buộc bụng". Tuy nhiên, công nghệ và bí quyết quản lý thì không thể có được bằng chính sách đó. Thu hút FDI từ các công ty đa quốc gia sẽ giúp một nước có cơ hội tiếp thu công nghệ và bí quyết quản lý kinh doanh mà các công ty này đã tích lũy và phát triển qua nhiều năm và bằng những khoản chi phí lớn. Tuy nhiên, việc phổ biến các công nghệ và bí quyết quản lý đó ra cả nước thu hút đầu tư còn phụ thuộc rất nhiều vào năng lực tiếp thu của đất nước.

### Tham gia mạng lưới sản xuất toàn cầu
Khi thu hút FDI từ các công ty đa quốc gia, không chỉ xí nghiệp có vốn đầu tư của công ty đa quốc gia, mà ngay cả các xí nghiệp khác trong nước có quan hệ làm ăn với xí nghiệp đó cũng sẽ tham gia quá trình phân công lao động khu vực. Chính vì vậy, nước thu hút đầu tư sẽ có cơ hội tham gia mạng lưới sản xuất toàn cầu thuận lợi cho đẩy mạnh xuất khẩu.

### Tăng số lượng việc làm và đào tạo nhân công
Vì một trong những mục đích của FDI là khai thác các điều kiện để đạt được chi phí sản xuất thấp, nên xí nghiệp có vốn đầu tư nước ngoài sẽ thuê mướn nhiều lao động địa phương. Thu nhập của một bộ phận dân cư địa phương được cải thiện sẽ đóng góp tích cực vào tăng trưởng kinh tế của địa phương. Trong quá trình thuê mướn đó, đào tạo các kỹ năng nghề nghiệp, mà trong nhiều trường hợp là mới mẻ và tiến bộ ở các nước đang phát triển thu hút FDI, sẽ được xí nghiệp cung cấp. Điều này tạo ra một đội ngũ lao động có kỹ năng cho nước thu hút FDI. Không chỉ có lao động thông thường, mà cả các nhà chuyên môn địa phương cũng có cơ hội làm việc và được bồi dưỡng nghiệp vụ ở các xí nghiệp có vốn đầu tư nước ngoài.